# Repinaldo Octubre (manzana)
Repinaldo Octubre es el nombre de una variedad cultivar de manzano (Malus domestica). Esta manzana es originaria de Galicia, está cultivada en la colección de árboles frutales y banco de germoplasma de Mabegondo con el N.º 11; ejemplares procedentes de esquejes localizados en Santa Eulalia de Liáns, parroquia del municipio de Oleiros (La Coruña).

## Sinónimos
- "Manzana Repinaldo Octubre",[4][5]
- "Maceira Repinaldo Octubre".

## Características
El manzano de la variedad 'Repinaldo Octubre' tiene un vigor vigoroso, productivo. Tamaño grande y porte erguido.
Época de inicio de brotación a partir del 18 de abril y de floración a partir de 6 de mayo.
Las hojas tienen una longitud del limbo de tamaño largo, con la máxima anchura del limbo media. Longitud de las estípulas es media y la máxima anchura de las estípulas es desconocida. Denticulación del borde del limbo es ondulado, con la forma del ápice del limbo cuspidado y la forma de la base del limbo es obtuso. Con subestípulas presentes.
Sus flores tienen una longitud de los pétalos media, anchura de los pétalos es estrecha, disposición de los pétalos libres entre sí, con una longitud del pedúnculo media.
La variedad de manzana 'Repinaldo Octubre' tiene un fruto de tamaño medio, de forma globoso-cónica, de color amarillo, con chapa lavada, y de intensidad pálida. Epidermis de textura desigual, sin pruina en su superficie, y con presencia de cera débil. Sensibilidad al "russeting" (pardeamiento áspero superficial que presentan algunas variedades)  poco sensible. Con lenticelas de tamaño medianas.
Los sépalos están dispuestos de forma variable, y superpuestos en su base; su fosa calicina es poco profunda de una anchura estrecha. Pedúnculo de grosor estrecho y de longitud medio, siendo la cavidad peduncular de una profundidad poco profunda y de anchura estrecha. Con pulpa de color blanca, de firmeza es intermedia y textura intermedia; su jugosidad es intermedia con sabor de acidez media, y aromática.
Época de maduración y recolección a partir del 24 de septiembre. 'Repinaldo Octubre' es una manzana que su destino es la conservación de esta variedad en el banco de germoplasma de Mabegondo como reserva genética.

## Susceptibilidades
- Oidio: ataque medio
- Moteado: no presenta
- Raíces aéreas: ataque débil
- Momificado: no presenta
- Pulgón lanígero: ataque débil
- Pulgón verde: ataque medio
- Araña roja: no presenta
- Chancro del manzano: no presenta[3]